# Marcus Sedatius Severianus
Vous lisez un « bon article » labellisé en 2008.
Marcus Sedatius Severianus, de son nom complet « Marcus Sedatius C(aius) f(ilius) Severianus Iulius Acer Metillius Nepos Rufinus Ti(berius) Rutilianus Censor » (en grec ancien Μ. Σηδάτιος Σεουηριανὸς / M. Sedatios Severianos), né vers 105 et mort à la fin de 161, est un sénateur, consul et légat militaire du IIe siècle, d'origine gauloise. Sedatius est un sénateur d'origine provinciale, vraisemblablement un homo novus. Sa carrière le mena jusqu'au consulat suffect et au gouvernement d'une province consulaire : Severianus avait su faire reconnaître ses mérites, et avait sans doute aussi d'importants appuis. Sa carrière n'a pas toutefois l'éclat et la rapidité des cursus de patriciens ou de sénateurs plus prestigieux. Elle se distingue cependant par ses liens avec l'oracle de Glycon tandis que sa fin illustre les difficultés militaires de l'Empire à partir du règne de Marc Aurèle. Alors qu'il est responsable de la province de Cappadoce à la fin des années 150, il doit mener une guerre contre le roi parthe Vologèse IV afin de défendre le royaume d'Arménie. En 161, Severianus est défait à Elegeia où il meurt.

## Origines familiales
L'origine du personnage est fixée avec certitude dans la cité pictonne de Lemonum (Poitiers), depuis la découverte dans cette ville en 1979 d'une inscription concernant Sedatius Severianus. Ainsi se trouvait aussi confirmée une brève mention de Lucien de Samosate qui rappelait ses origines gauloises. Selon Gilbert-Charles Picard, la puissance et la richesse de la famille de Severianus, les Sedatii, seraient à chercher dans le grand commerce, les Sedatii s'étant appuyés sur l'axe ligérien, et ayant par ailleurs des intérêts connus à Ostie.
Ainsi l'ascension sociale et politique des Sedatii illustrerait-elle, pour Gilbert-Charles Picard, la substitution d'une nouvelle classe dirigeante à l'aristocratie des Iulii, grands propriétaires gaulois romanisés à l'époque julio-claudienne : « Le possible mariage du père de Severianus avec une Iulia Rufina pourrait avoir réalisé l'association entre négociants et propriétaires fonciers dont, après d'autres, J.-F. Drinkwater a établi qu'elle était en Gaule à la base de la classe dirigeante à partir des Flaviens ». Cette reconstruction a cependant fait l'objet de critiques. Selon Philippe Leveau certains des rapprochements avancés sont très hypothétiques et si l'on ne doit pas minorer l'importance du capital commercial, il ne faut pas non plus tomber dans l'excès inverse. De même, pour Danièle et Yves Roman, « l'opposition tranchée entre des Iulii nobles et terriens, profiteurs de la conquête, et une bourgeoisie montante et marchande, faisant des affaires au lieu de gérer des magistratures, apparaît comme exagérée ».
Quoi qu'il en soit, la richesse de la famille ne fait pas de doute, pas plus que l'étendue de ses relations explicitement affichées dans le nom complet du personnage : autant d'éléments qui expliquent son entrée au sénat et sa carrière. Si l'on connaît un certain nombre de sénateurs romains originaires de Gaule narbonnaise au IIe siècle, Sedatius Severianus est, pour son époque, le seul sénateur issu des trois Gaules connu avec certitude. Son entrée au sénat illustre le mouvement séculaire d'ouverture de ce dernier aux provinciaux, mouvement amorcé sous César et Auguste, accéléré sous Claude et Néron, et qui prit une véritable ampleur à l'époque antonine, les Italiens ne cessant néanmoins d'être majoritaires qu'à l'époque sévérienne. Mais après l'arrivée précoce d'Espagnols et de Narbonnais, l'ouverture se manifeste plus par la présence d'Africains et de personnages originaires de la partie hellénophone de l’Empire. On sait cependant que, dès Claude, il y eut des sénateurs originaires des trois Gaules : compte tenu des lacunes de nos sources il est donc difficile de préciser si l'ascension de Severianus était exceptionnelle ou non ; dans tous les cas il s'agissait d'une réussite éclatante et d'une distinction insigne pour lui et sa famille[réf. nécessaire].

## Carrière jusqu'au consulat

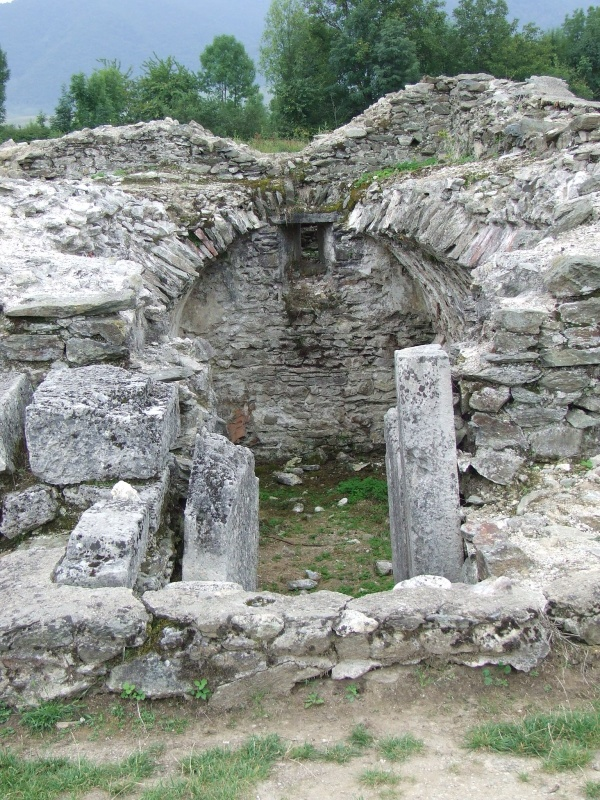
Ruines du forum de la colonie romaine de Sarmizegetusa dont Severianus fut le patron.

Le premier poste connu de la carrière sénatoriale de Sedatius est la Questure qu'il effectue en Sicile : il n'intègre donc peut-être l'ordre sénatorial qu'assez tardivement, durant le règne d'Hadrien (117 à 138). Au début des années 140, il figure comme patron de plusieurs corporations d'Ostie et obtient le tribunat de la plèbe qu'il exerce à Rome. Il est alors aussi le patron d’une cité, peut-être celle des Cadurques (actuelle Cahors) en Gaule[réf. nécessaire].
Puis il gère la préture, ce qui lui permet d'exercer diverses fonctions sous les ordres de l'empereur. Il est ensuite légat de la légion V Macedonica qui tient alors sa garnison à Troesmis en Mésie inférieure. Puis il est chargé de la curatelle de la via Flaminia[réf. nécessaire].
Enfin il reçoit le gouvernement de la province de Dacie Apulensis, ce qui le place aussi à la tête de la légion XIII Gemina. Ce gouvernement, effectué vers 151-152, est bien connu grâce à plusieurs inscriptions retrouvées en Dacie.
Le gouvernement de Dacie, durant lequel Sedatius a su se faire apprécier des élites municipales locales, s'est conclu par une promotion prestigieuse, le consulat, qui ne fut toutefois que suffect et exercé au début de l'été 153 avec comme collègue Publius Septimius Aper, le grand-oncle du futur empereur Septime Sévère.
Deux inscriptions de Sarmizegetusa donnent son nom complet, son cursus honorum jusqu'au consulat, et nous apprennent qu'il fut le patron de cette importante colonie romaine de Dacie. Les monuments qui portent ces inscriptions furent élevés après son consulat, la capitale de la Dacie ayant envoyé à cette occasion une ambassade à Rome pour féliciter Severianus et témoigner de sa gratitude.

## Gouvernement de Cappadoce

L'Arménie à l'époque du gouvernement de Cappadoce de Severianus.

Le seul poste consulaire connu pour Sedatius est le gouvernement de la province de Cappadoce à l'extrême fin des années 150. Le poste était important, Sedatius dirige une province frontière essentielle et se trouve à la tête de deux légions. Il est possible que cette promotion s'explique par des appuis puissants en particulier celui de Publius Mummius Sisenna Rutilianus. Ce dernier est surtout connu comme dévot d'Alexandre d'Abonuteichos et de son dieu Glycon grâce aux écrits de Lucien de Samosate. En Cappadoce, l'action de Severianus semble, au début, avoir été au moins aussi appréciée qu'en Dacie, on connaît en effet à Zela une inscription où il est honoré en tant que bienfaiteur (evergetes) et fondateur (ktistes) de la cité. Severianus figure aussi sur une inscription de Sebastopolis.
Mais le gouvernement de la province ne tarde pas à confronter Severianus à des défis plus importants. À la tête de la Cappadoce, Sedatius doit aussi surveiller le royaume d'Arménie afin d'y maintenir le protectorat romain. Aussi lorsqu'en 161 le roi parthe Vologèse IV chasse le roi Sohaemus pour le remplacer par Pakoros, Severianus doit intervenir. Selon Lucien, dont les ouvrages, bien que rédigés en forme de pamphlets, nous permettent de mieux connaître les circonstances de la fin de Sedatius Severianus, il aurait interrogé l'oracle de Glycon qui lui aurait promis la victoire.
Severianus s'avance alors en direction du centre de l'Arménie à la tête d'une armée romaine. À Elegeia, au nord-est de Satala, il rencontre les troupes parthes d'Osroès et est vaincu, son armée subissant une défaite totale selon Dion Cassius. Cette défaite ébranle fortement le pouvoir tout récent des deux nouveaux empereurs Marc Aurèle et Lucius Verus qui doivent entamer une longue et difficile guerre contre les Parthes. La fin de Severianus ne nous est connue que par les allusions que fait Lucien aux ouvrages historiques qui furent écrits à la suite de la contre-offensive romaine. La confrontation entre Parthes et Romains à Elegeia aurait duré trois jours et se solda par la mort de Severianus. Selon Lucien, les auteurs de ces histoires de la guerre parthique décrivaient le suicide de Severianus sur le champ de bataille avec maints détails irréalistes ou grotesques : si pour beaucoup Severianus avait péri par l'épée, l'un le faisait mourir de faim et un autre racontait comment il s'était égorgé avec un vase précieux. Pour Lucien, Severianus n'avait été qu'un « pauvre sot de Celte ».
On a parfois vu dans la défaite d'Elegeia l'explication de la disparition des légions XXII Deiotariana et IX Hispana. Mais aucune preuve n'existe qui pourrait confirmer cette hypothèse, le destin des deux légions étant encore mystérieux et discuté.
Le fils de Severianus, « Marcus Sedatius M(arci) f(ilius) Severus Iulius Reginus », est aussi connu comme patron de collège à Ostie, associé à son père, mais on ignore tout de sa carrière et de sa vie.

## Généalogie de laSedatia Severia
Gilbert-Charles Picard propose la généalogie suivante.
|  |  |  |  | M. Sedatius (né vers 45)         | M. Sedatius (né vers 45)         | M. Sedatius (né vers 45)         | M. Sedatius (né vers 45)         | M. Sedatius (né vers 45)         | M. Sedatius (né vers 45)         |  |  |                                      |                                      |                                      |                                      |                                      |                                      |  |  | Julius Rufinus                                   | Julius Rufinus | Julius Rufinus | Julius Rufinus | Julius Rufinus | Julius Rufinus |  |  |        |        |        |        |        |        |  |  |  |  |  |  |  |  |  |  |
|  |  |  |  | M. Sedatius (né vers 45)         | M. Sedatius (né vers 45)         | M. Sedatius (né vers 45)         | M. Sedatius (né vers 45)         | M. Sedatius (né vers 45)         | M. Sedatius (né vers 45)         |  |  |                                      |                                      |                                      |                                      |                                      |                                      |  |  | Julius Rufinus                                   | Julius Rufinus | Julius Rufinus | Julius Rufinus | Julius Rufinus | Julius Rufinus |  |  |        |        |        |        |        |        |  |  |  |  |  |  |  |  |  |  |
|  |  |  |  | C. Sedatius Severus (né vers 75) | C. Sedatius Severus (né vers 75) | C. Sedatius Severus (né vers 75) | C. Sedatius Severus (né vers 75) | C. Sedatius Severus (né vers 75) | C. Sedatius Severus (né vers 75) |  |  |                                      |                                      |                                      |                                      |                                      |                                      |  |  | Julia Rufina                                     | Julia Rufina   | Julia Rufina   | Julia Rufina   | Julia Rufina   | Julia Rufina   |  |  |        |        |        |        |        |        |  |  |  |  |  |  |  |  |  |  |
|  |  |  |  | C. Sedatius Severus (né vers 75) | C. Sedatius Severus (né vers 75) | C. Sedatius Severus (né vers 75) | C. Sedatius Severus (né vers 75) | C. Sedatius Severus (né vers 75) | C. Sedatius Severus (né vers 75) |  |  |                                      |                                      |                                      |                                      |                                      |                                      |  |  | Julia Rufina                                     | Julia Rufina   | Julia Rufina   | Julia Rufina   | Julia Rufina   | Julia Rufina   |  |  |        |        |        |        |        |        |  |  |  |  |  |  |  |  |  |  |
|  |  |  |  |                                  |                                  |                                  |                                  |                                  |                                  |  |  |                                      |                                      |                                      |                                      |                                      |                                      |  |  |                                                  |                |                |                |                |                |  |  |        |        |        |        |        |        |  |  |  |  |  |  |  |  |  |  |
|  |  |  |  |                                  |                                  |                                  |                                  |                                  |                                  |  |  | M. Sedatius Severianus (né vers 105) | M. Sedatius Severianus (né vers 105) | M. Sedatius Severianus (né vers 105) | M. Sedatius Severianus (né vers 105) | M. Sedatius Severianus (né vers 105) | M. Sedatius Severianus (né vers 105) |  |  |                                                  |                |                |                |                |                |  |  | Regina | Regina | Regina | Regina | Regina | Regina |  |  |  |  |  |  |  |  |  |  |
|  |  |  |  |                                  |                                  |                                  |                                  |                                  |                                  |  |  | M. Sedatius Severianus (né vers 105) | M. Sedatius Severianus (né vers 105) | M. Sedatius Severianus (né vers 105) | M. Sedatius Severianus (né vers 105) | M. Sedatius Severianus (né vers 105) | M. Sedatius Severianus (né vers 105) |  |  |                                                  |                |                |                |                |                |  |  | Regina | Regina | Regina | Regina | Regina | Regina |  |  |  |  |  |  |  |  |  |  |
|  |  |  |  |                                  |                                  |                                  |                                  |                                  |                                  |  |  |                                      |                                      |                                      |                                      |                                      |                                      |  |  |                                                  |                |                |                |                |                |  |  |        |        |        |        |        |        |  |  |  |  |  |  |  |  |  |  |
|  |  |  |  |                                  |                                  |                                  |                                  |                                  |                                  |  |  |                                      |                                      |                                      |                                      |                                      |                                      |  |  | M. Sedatius Severus Julius Reginus (né vers 130) |                |                |                |                |                |  |  |        |        |        |        |        |        |  |  |  |  |  |  |  |  |  |  |